# مولي ستانتون
مولي ستانتون (بالإنجليزية: Molly Stanton)‏ هي ممثلة أمريكية، ولدت في 13 مارس 1980 في لوس أنجلوس في الولايات المتحدة.

## وصلات خارجية
- مولي ستانتون على موقع IMDb (الإنجليزية)
- مولي ستانتون على موقع قاعدة بيانات الفيلم (الإنجليزية)